# Ridstövel

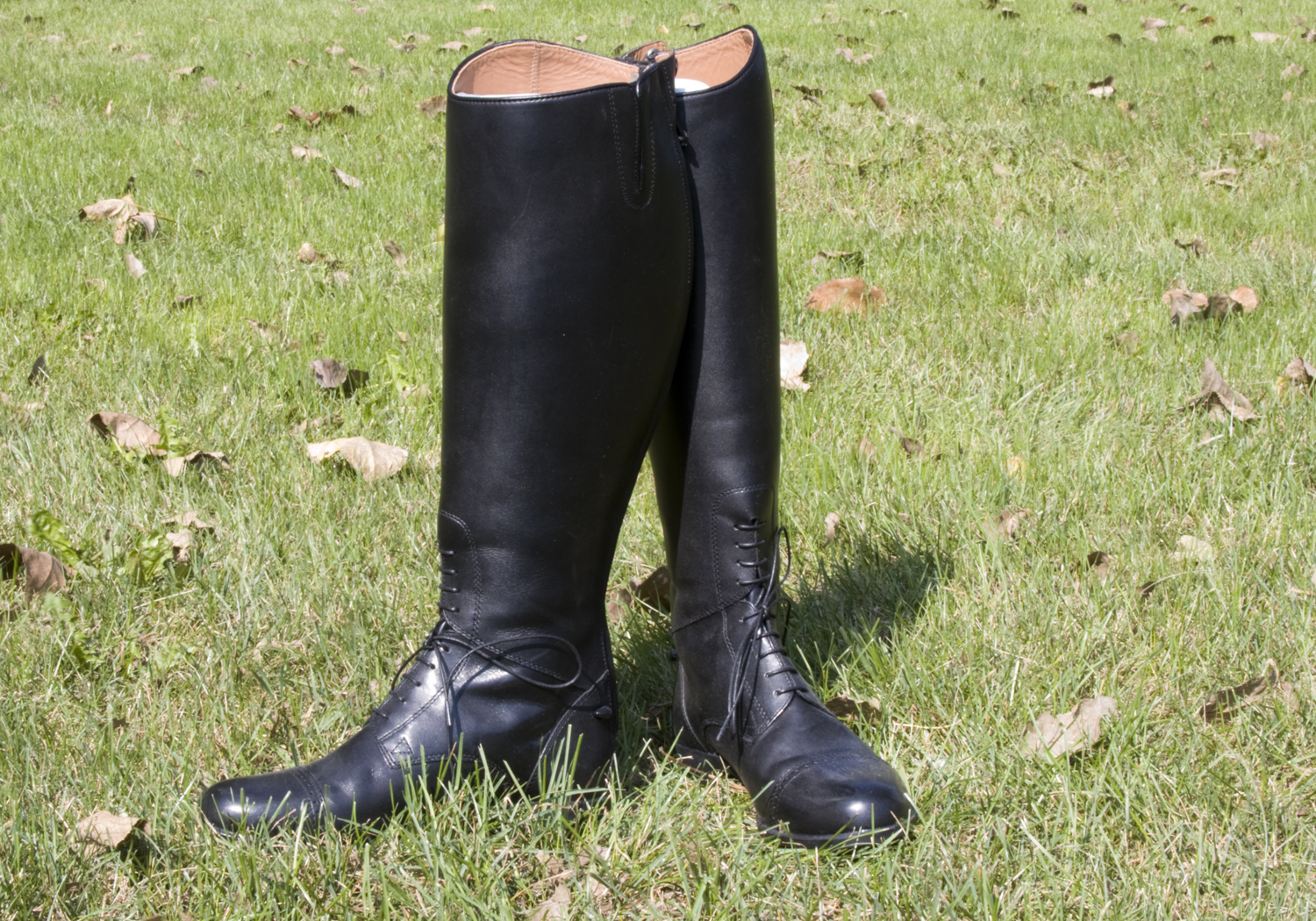
Ett par snörade ridstövlar

Ridstövlar är stövlar som används i samband med ridning. De kan vara gjorda av läder eller olika konstmaterial. Ridstövlar är ofta svarta till färgen, även om bruna ridstövlar också förekommer. I tävlingssammanhang används för det mesta svarta ridstövlar. En ridstövel har ett högt smalt skaft som når upp till strax under ryttarens knä. De har låga klackar för att förhindra att foten glider genom stigbygeln. På insidan kan ridstövlar ha öglor i vilka stövelpådragare kan träs in.
Ridstövlarna bärs normalt utanpå ridbyxorna, men vintertid då ridoverall ofta används, har man stövlarna innanför de fodrade overallbenen. Cowboystövlar bärs ofta under jeans (som i så fall företrädesvis har så kallad "boot cut"), även om de också kan bäras utanpå ridbyxorna.

## Historia
Vid det svenska kavalleriet på 16-1700-talet gjordes stövlarna högre (över knäet) och antingen av ryssläder, vilket var det stadigare och bättre lädret, men även av smorläder vilket var av en något sämre kvalitet, billigare och lokalt producerat. Innanför stöveln kunde ryttarna bära s.k. vador att fylla ut stöveln med och skydda benen mot hugg
Termostövlar är vinterfodrade ridstövlar.

## Referens
1. ↑  Karolinska uniformer och munderingar åren 1700 till 1721 s. 230. Författare: Anders Larsson. Jengel Förlag 2022. ISBN 978-91-88573-43-8